# Amblyeleotris steinitzi
Amblyeleotris steinitzi är en fiskart som först beskrevs av Klausewitz, 1974.  Amblyeleotris steinitzi ingår i släktet Amblyeleotris och familjen smörbultsfiskar. Inga underarter finns listade i Catalogue of Life.

## Bildgalleri

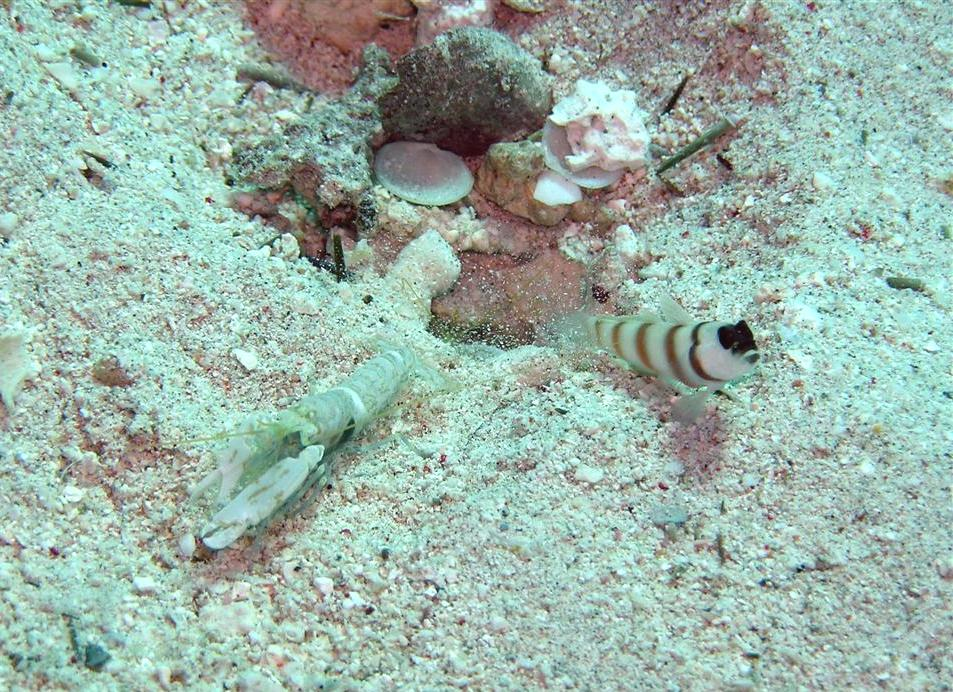